# Corps, Isère
Corps là một xã thuộc tỉnh Isère, vùng Auvergne-Rhône-Alpes đông nam nước Pháp. Xã này nằm ở khu vực có độ cao trung bình 937mét trên mực nước biển.
Corps nằm trong dãy núi Alpes và ranh giới giữa hai tỉnh Isère và Hautes-Alpes.